# Vitit Muntarbhorn

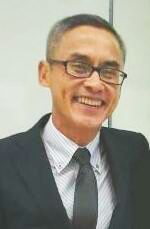
Vitit Muntarbhorn (2011)

Vitit Muntarbhorn (thailändisch: วิทิต มันตาภรณ์, RTGS: Withit Mantaphon; * November 1952) ist ein thailändischer Rechtswissenschaftler. Er ist Professor an der Chulalongkorn-Universität in Bangkok. Als renommierter Experte für Menschenrechte ist er seit Jahren als Berater für UN-Organisationen, insbesondere für den UN-Menschenrechtsrat tätig.

## Karriere
Vitit Muntarbhorn studierte Rechtswissenschaften an der Oxford University und der Université libre de Bruxelles, er erwarb die Zulassung als Barrister in England und war in der Folge als Dozent an verschiedenen Universitäten in Österreich, Kanada, Dänemark, Großbritannien, Frankreich, der Schweiz und Thailand tätig. Gemeinsam mit dem kanadischen Philosophen Charles Taylor veröffentlichte er 1994 einen Bericht zur Menschenrechtssituation in Thailand.
Heute ist Vitit Professor für Rechtswissenschaften an der Chulalongkorn-Universität in Bangkok und Exekutivdirektor von Child Rights Asianet in Thailand.

## Aufgaben bei den Vereinten Nationen
Vitit war von 1990 bis 1994 Sonderberichterstatter zum Kinderhandel, der Kinderprostitution und Kinderpornographie für den UN-Menschenrechtsrat. Er beschäftigte sich dabei unter anderem mit der Situation in Nepal, wo er den Verkauf von Kindern für Adoption, Ausbeutung durch Kinderarbeit, den Organhandel mit Nieren von Kindern und Kinderprostitution anprangerte. Seine Nachfolgerin war die Philippinin Ofelia Calcetas-Santos.
2004 wurde er zum UN-Sonderberichterstatter für die Menschenrechtssituation in Nordkorea. Seine Amtszeit endete 2010. Während seines Mandats wurden seine Anfragen für Einladungen von Nordkorea immer wieder abgelehnt. Nach seiner Einschätzung gehöre die Menschenrechtssituation in Nordkorea einer „eigenen Kategorie“ an. Die Situation sei erschütternd und entsetzlich. Gemäß den Vorgaben von Kim Jong Un, dass erste, zweite und dritte Priorität der Stärke des Militärs gelten müssten, würden die Rechte der Bevölkerung systematisch verletzt, weite Teile der Bevölkerung nicht ausreichend mit Nahrung versorgt, Kollektivbestrafungen durchgeführt, Zwangsarbeit verordnet und mehr als 200.000 Personen unter menschenunwürdigen Bedingungen in politischen Gefängnissen gefangen gehalten.
Vitit blieb in vielfältiger Weise für die Vereinten Nationen tätig. Er war Mitglied des Committee of Experts on the Application of Conventions and Recommendations der Internationalen Arbeitsorganisation und Experte bzw. Berater für den Menschenrechtshochkommissars (OHCHR), den Hoher Flüchtlingskommissar der Vereinten Nationen (UNHCR), das  UN-Entwicklungsprogramm (UNDP), das Welternährungsprogramm (FAO), für UNICEF, die UNESCO, die Weltgesundheitsorganisation (WHO) und die United Nations University (UNU). 2007 war Vitit führend an der Ausarbeitung der Yogyakarta-Prinzipien für LGBT-Rechte beteiligt.
Im März 2021 wurde Vitit zum UN-Sonderberichterstatter zur Menschenrechtssituation in Kambodscha ernannt. In seinem Bericht vom 18. August 2022 mahnte er Wahlmanipulationen an, er forderte ein echtes Mehrparteiensystem, Kontrolle und Gegengewicht gegen Machtmissbrauch sowie Garantien für die Partizipation der Bevölkerung und geteilte Macht, Freilassung von inhaftierten Menschenrechtsverteidigern, politischen Dissidenten und Journalisten. Für die nationalen Wahlen im Jahr 2023 forderte er ein strenges Monitoring und die Gewährleistung von Transparenz.

## Auszeichnungen
- 2004 UNESCO Prize for Human Rights Education[2][10]
- 2018 Bonham Centre Award des Mark S. Bonham Centre for Sexual Diversity Studies[11]
- 2018 Honorary Knight Commander des Order of the British Empire[12]

## Publikationen (Auswahl)
- International lawyer: A dialogue with global wisdom in Journal of East Asia and International Law, 2021, 14(1), pp. 185–202
- Challenges of International Law in the Asian Region: An Introduction 2021, 244 Seiten
- The global compacts and the dilemma of children in immigration detention in International Journal of Refugee Law, 2019, 30(4), pp. 668–673
- UN Reform 2005 and Beyond: Conceptualization, Institutionalization and Implementation in Public Interest Rules of International Law: Towards Effective Implementation, 2016, pp. 99–118